# Juliana Samarine
Pour les articles homonymes, voir Samarine.
Juliana Samarine, est une actrice suisse, née le 13 janvier 1957 à Paris et mariée à Jacques Probst. Elle est surtout connue pour ses rôles au théâtre et à la radio.

## Biographie
Elle suit la formation, de 1977 à 1980, de l'école supérieure d'art dramatique (ESAD) de Genève en Suisse, mais n'obtient pas le diplôme final.

## Filmographie

### Cinéma
- 1993 : Val Abraham de Manoel de Oliveira.
- 1986 : Le Caviar rouge

### Télévision
- 1984 : Cités à la dérive de Robert Manthoulis. Série pour la Télévision grecque et TF1
- 1982 : Sacré Ulysse, long-métrage pour la Télévision suisse romande
- 1982 : Divorces, série télévisée suisse romande
- 1979 : Les Dames de cœur, feuilleton télévisé franco-suisse
- 1978 : La Vie à trois temps, long-métrage pour la Télévision suisse romande.

## Théâtre
- 2012 : Oscar Wilde, théâtre Kléber-Meleau (Lausanne), mise en scène de Philippe Mentha
- 2011 : L'Amour Foot de Robert Lamoureux. Mise en scène de J-C Simon, (Suisse romande)
- 2011 : Festival d'Ateliers-théâtre, théâtre de la Comédie (Genève)
- 2011 : Turcaret de Alain-René Lesage , théâtre des Amis (Carouge), mise en scène de Raoul Pastor
- 2009 : L'ours de Anton Tchekhov, théâtre Kléber-Meleau (Lausanne), Mise en scène de Philippe Mentha
- 2009 : La mort de la Pythie de Dürrenmat, Kléber-Meleau (Lausanne), Mise en scène de L. Calame
- 2009 : La mouette d'après Anton Tchekhov, théâtre de l'Orangerie (Genève), Mise en scène N'Kebereza
- 2008 : La Fête de Spiro Scimone et deux monologues de Dario Fo et Franca Rame au théâtre Alchimic (Genève), Mise en scène de L. Calame
- 2008 : Les onze de Klapzuba de E. Bass, théâtre St.Gervais (Genève), Mise en scène de M. Salivarova
- 2008 : Le nouveau testament de Sacha Guitry, théâtre Kléber-Meleau, Mise en scène de Philippe Mentha
- 2007 : Platonov de Anton Tchekhov à la Grange de Dorigny (Lausanne), Mise en scène de G.Schneider
- 2006 : Trahisons de Pinter, théâtre Kléber-Meleau (Lausanne) et théâtre de la Comédie (Genève), Mise en scène de Philippe Mentha
- 2005 : La nuit des chandelles de Sándor Márai, théâtre de l'Orangerie (Genève) Mise en scène de Jolt Poszday
- 2004 : Topaze de Marcel Pagnol, théâtre de l'Orangerie (Genève), Mise en scène de Frédéric Polier
- 2004 : La mouette de Anton Tchekhov, théâtre Kléber-Meleau (Lausanne) et théâtre de la Comédie (Genève), Mise en scène de Philippe Mentha
- 2003 : Eddy, f… de pute de Jérôme Robart, théâtre Ouvert (Paris) et théâtre de Poche (Genève) Mise en scène par l'auteur
- 2003 : Vincent et l'amie des personnalités de Robert Musil, théâtre Kléber-Meleau (Lausanne) Mise en scène de Philippe Mentha
- 2001 : Le chevalier au pilon flamboyant de Beaumont et Fletcher, théâtres du Colombier (France) et Pitoëff (Genève), Mise en scène de Pierre Nicole
- 1999 : L'âge d'or de Georges Feydeau, théâtre des Amis (Carouge), Mise en scène de Séverine Bujard
- 1999 : Le jeu de Chabag de Jacques Probst. Fête des Vignerons (Vevey) Mise en scène de Denis Maillefer
- 1999 : Les joyeuses commères de Windsor de William Shakespeare, théâtre du Loup (Genève) Mise en scène de Valentin Rossier
- 1998 : Le siège de Leningrad de Sinisterra, théâtre des Amis (Carouge) Mise en scène de Raoul Pastor
- 1998 : Les caprices de Marianne de Alfred de Musset, théâtre Kléber-Meleau (Lausanne) Mise en scène de Philippe Mentha
- 1998 : La Famille Schroffenstein de Heinrich von Kleist, théâtre du Grütli (Genève) Mise en scène de Valentin Rossier
- 1997 : La route de Boston de Jacques Probst, théâtre du Loup (Genève), Mise en scène de L.Tondellier
- 1997 : Foi, Amour, Espérance de Horwath, théâtre du Loup (Genève) Mise en scène de Claude Vuillemin
- 1996 : Les rustres de Carlo Goldoni au théâtre Kléber-Meleau (Lausanne), Mise en scène de Philippe Mentha
- 1996 : La Fontaine de Sacha Guitry au théâtre Kléber-Meleau (Lausanne), Mise en scène de Philippe Mentha
- 1995 : L'Amour en Crimée de Mrożek au théâtre Kléber-Meleau (Lausanne) Mise en scène de Philippe Mentha
- 1994 : Electre de Marguerite Yourcenar au théâtre de l'Octogone (Pully), Mise en scène de M.Grobéty
- 1994 : L'éveil du printemps de Wedekind au théâtre du Grütli (Genève) Mise en scène de Françoise Courvoisier
- 1993 : Vive l'Europe de Scherbart au théâtre de Vidy (Lausanne), Mise en scène de L.Calame
- 1993 : Les trois sœurs de Anton Tchekhov au théâtre du Grütli (Genève), Mise en scène de B.Meister
- 1993 : Que c'est triste, la fin de l'allée de Rezo Gabriadze au théâtre de Vidy (Lausanne) Mise en scène par l'auteur
- 1992 : Le café de Fassbinder au théâtre Kléber-Meleau (Lausanne), Mise en scène de Philippe Mentha
- 1991 : Baal de Brecht au théâtre de Vidy (Lausanne), Mise en scène de Voeffray/Vouilloz
- 1991 : Oncle Vania de Anton Tchekhov au théâtre Kléber-Meleau (Lausanne), Mise en scène de Philippe Mentha
- 1990 : Mille francs de récompense de Victor Hugo au théâtre de Vidy (Lausanne) en co-production avec le théâtre de Bobigny, Mise en scène de Benno Besson
- 1989 : Tartuffe de Molière au théâtre de Carouge (Genève), Mise en scène de Simon Eine
- 1989 : Le Roman comique de Paul Scarron au théâtre de Carouge (Genève), Mise en scène de Georges Wod
- 1988 : Le marchand de Venise de William Shakespeare au théâtre Kléber-Meleau (Lausanne), Mise en scène de Philippe Mentha
- 1987 : Don Juan de Molière au théâtre de la Comédie (Genève) et au théâtre de Créteil (Paris), Mise en scène de Benno Besson
- 1986 : Le Malade imaginaire de Molière au théâtre Kléber-Méleau (Lausanne), Mise en scène de Philippe Mentha
- 1986 : Par-dessus le monde, le chant du muezzin à la pointe du minaret de Jacques Probst au théâtre de la Comédie (Genève), Mise en scène de Roland Sassi
- 1985 : Amphitryon de Molière au théâtre Kléber-Méleau (Lausanne), Mise en scène de Philippe Mentha
- 1984 : Moi de Eugène Labiche et Le dîner de Mlle Justine de la Comtesse de Ségur au théâtre de la Comédie (Genève) et au théâtre Kléber-Méleau (Lausanne), Mise en scène de Benno Besson
- 1983 : Missaouïr, la ville de Jacques Probst au théâtre de la Comédie (Genève), Mise en scène de l'auteur
- 1983 : Le prix des ânes de Plaute au théâtre de Vidy (Lausanne), Mise en scène de A.Corti
- 1982 : Phèdre de Racine au théâtre de Carouge (Genève), Mise en scène de Georges Wod
- 1982 : Orient-express de M.Beretti au théâtre Mobile (Genève), Mise en scène de J.C.Simon
- 1981 : Les aventures de Huckelberry Finn de Mark Twain au théâtre Mobile (Genève) Mise en scène de Guy Valence
- 1981 : La tour de Nesle de Alexandre Dumas au théâtre Mobile (Genève), Mise-en scène de J.-Charles Simon
- 1980 : La nuit des Rois de William Shakespeare au théâtre Kléber-Meleau (Lausanne) Mise-en-scène de Philippe Mentha
- 1980 : Will's side story de M.Beretti au théâtre Mobile (Genève), Mise en scène de J.-Charles Simon
- 1979 : Les Mystères de Paris de Eugène Sue au théâtre Mobile (Genève), Mise en scène de J.-Charles Simon
- 1977 : Candide de Voltaire au théâtre de la Comédie (Genève), mise en scène de Richard Vachoux

## Radio (théâtre radiophonique)
- 2009 : La Nuit de Noël de Nicolas Gogol, réalisation : Jean-Michel Meyer
- 2008 : La Fête de Spiro Scimone et deux monologues de Dario Fo et Franca Rame Réalisation : Bastien Moeckli
- 2005 : Carte blanche à Laurence Calame. Réalisation : Laurence Calame
- 2002 : Récréation de Olivier Chiacchiari. Réalisation : Jean Leclerc
- 2000 : Mon mari Rostropovitch de Galina Vichnevskaïa. Réalisation : David Meichtry
- 2000 : La Mastication des morts de Patrick Kermann. Réalisation : Edith Moret
- 2000 : Il ne faut pas boire son prochain de Roland Dubillard. Réalisation : Jean-Michel Meyer
- 1999 : Sonates de bar de Hervé Le Tellier. Réalisation : Jean-Michel Meyer
- 1999 : Tournées à l'étranger de Galina Vichnevskaïa. Réalisation : David Meichtry
- 1999 : Chostakovitch de Galina Vichnevskaïa. Réalisation : David Meichtry
- 1999 : Le Professionnel de Dušan Kovačević. Réalisation : Laurence Calame
- 1999 : Le Bolchoï sous Staline de Galina Vichnevskaïa. Réalisation : David Meichtry
- 1998 : Bonhomme et les incendiaires de Max Frisch. Réalisation : Jean-Michel Meyer
- 1998 : La Compagnie des spectres de Lydie Salvayre. Réalisation : Laurence Calame
- 1998 : Alexandre Borodine de Nina Berberova. Réalisation : Michel Corod
- 1995 : Elle dit à sa fille de Djuna Barnes. Réalisation : Michel Corod
- 1994 : L'Aventure CH de Bruno Beusch et Tina Cassani. Réalisation : Michel Corod
- 1994 : La Pâque russe de Jacques Probst. Réalisation : Michel Corod
- 1992 : Elles nous enterreront tous de Daniel Vouillamoz. Réalisation : Claude Dalcher
- 1991 : Goalkeeper de Jacques Probst. Réalisation : Roland Sassi
- 1988 : L'Arbre des Tropiques de Yukio Mishima. Réalisation : Roland Sassi
- 1987 : Un certain Landru de Bernard Pichon. Réalisation : Louisa Pernet
- 1985 : Piogre de Jean-Luc Babel. Réalisation : Roland Sassi

## Autres
Participe à de nombreux doublages de films pour le cinéma et la télévision et des voix off pour des documentaires. 